# Michael Zandberg
Michael Zandberg (hebräisch מיכאל זנדברג; * 16. April 1980 in Petach Tikwa) ist ein israelischer ehemaliger Fußballspieler.

## Karriere
Zandberg begann seine Karriere in der Jugendmannschaft von Hapoel Ramat Gan. 1998 wechselte er in den Kader der ersten Mannschaft von Hapoel Petach Tikwa. In der ersten Saison wurde er mit dem Verein Sechster. In der darauf folgenden Saison konnte man sich mit Platz drei für den UI-Cup qualifizieren. Nach zwei sechsten Plätzen 2000/01 und 2001/02 wechselte er 2002 zu Maccabi Haifa. Bereits in seiner ersten Saison wurde man Vizemeister. Zudem durfte Zandberg in der UEFA Champions League spielen. Man qualifizierte sich für die Gruppenphase, wo Manchester United, Olympiakos Piräus und Bayer 04 Leverkusen die Gegner waren. Der Mittelfeldspieler kam in allen Spielen zum Einsatz.
2003/04 gewann Zandberg mit Maccabi Haifa seinen ersten Meistertitel. 2005 und 2006 konnte dieser Erfolg wiederholt werden. Nach diesen drei Titeln wechselte er 2006 zu Beitar Jerusalem und feierte 2007 seinen vierten Meistertitel, zudem wurde er 2007 zu Israels Fußballer des Jahres gekürt. Seine fünfte Meisterschaft folgte 2008, mit einem Sieg im Elfmeterschießen gegen Hapoel Tel Aviv gewann Zandberg zudem zum ersten Mal in seiner Karriere den israelischen Pokal. Nach Platz drei 2008/09 und einem weiteren Pokalsieg wechselte er zu Hapoel Tel Aviv. Dort spielte er insgesamt 14 Spiele und erzielte zwei Tore, ehe er nach nur einem halben Jahr zu Bne Jehuda Tel Aviv wechselte. Zuletzt spielte er in der Saison 2017/18 für Hapoel Ramat Gan in der 2. israelischen Liga.
Für die israelische Nationalmannschaft spielte Zandberg 20 Mal und erzielte dabei vier Tore.

## Erfolge
- israelischer Meister 2004, 2005, 2006, 2007, 2008
- israelischer Pokalsieger 2008, 2009
- israelischer Fußballer des Jahres 2007